# Qarah Bāshlū
Qarah Bāshlū (persiska: Qareh Bāshlū, قره باشلو) är en ort i Iran.   Den ligger i provinsen Nordkhorasan, i den nordöstra delen av landet, 500 km öster om huvudstaden Teheran. Qarah Bāshlū ligger 1 285 meter över havet och antalet invånare är 199.
Terrängen runt Qarah Bāshlū är huvudsakligen kuperad, men norrut är den platt.Runt Qarah Bāshlū är det ganska glesbefolkat, med 27 invånare per kvadratkilometer. Närmaste större samhälle är Bojnourd, 11,8 km norr om Qarah Bāshlū. Omgivningarna runt Qarah Bāshlū är i huvudsak ett öppet busklandskap.